# Тверская подгруппа говоров

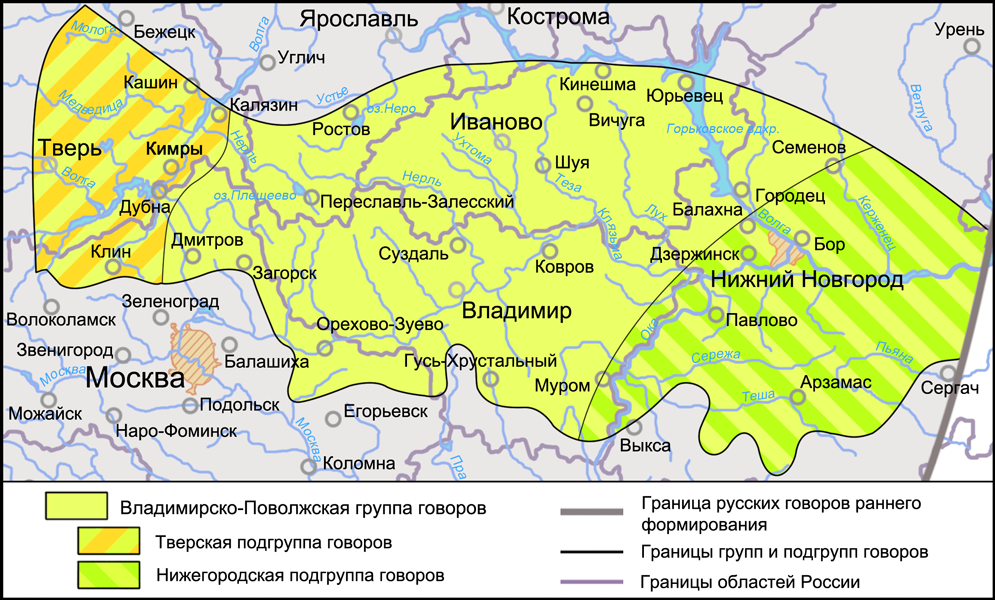
Тверская подгруппа говоров на карте Владимирско-Поволжской группы
На основе данных

Тверска́я подгру́ппа го́воров — среднерусские говоры, входящие в состав Владимирско-Поволжской группы, объединённые общими для них диалектными чертами и распространённые главным образом на территории юго-востока Тверской области.
В классификации русских диалектов 1965 года К. Ф. Захаровой и В. Г. Орловой данная подгруппа выделена под названием Калининская, в современных работах по русской диалектологии название Калининская употребляется наряду с названием Тверская, также под названием тверских говоров подразумеваются все говоры Тверской области различных диалектных объединений.
В говорах Тверской подгруппы распространены все основные диалектные черты Владимирско-Поволжской группы, диалектные черты западной части владимирско-поволжских говоров, а также местные диалектные черты. Ряд языковых явлений связывает Тверские говоры с соседними белозерско-бежецкими говорами севернорусского наречия и восточными среднерусскими акающими говорами.

## Общая характеристика и область распространения
| Классификация: - Русский язык - Среднерусские говоры - Восточные среднерусские говоры - Восточные среднерусские окающие говоры (Владимирско-Поволжская группа говоров) - Тверская подгруппа говоров |

Впервые говоры крайне западной части Владимирско-Поволжской группы были выделены как самостоятельная диалектная величина в диалектологической карте русского языка 1965 года. Территория вокруг города Калинина (современной Твери), охватываемая большинством ареалов диалектных явлений владимирско-поволжских говоров, и также расположенная в области определённых сочетаний ареалов местных явлений, была выделена как Калининская подгруппа в составе Владимирско-Поволжской группы.
Говоры Тверской подгруппы говоров занимают юго-восточную часть Тверской области, а также небольшую часть северо-запада Московской области на границе с Тверской. На севере тверские говоры граничат с Костромской группой и белозерско-бежецкими говорами севернорусского наречия, на юге — с говорами отдела А восточных среднерусских акающих говоров, на западе — с Селигеро-Торжковскими говорами в составе западных среднерусских акающих говоров.

## Особенности говоров
1. Распространение произношения между мягкими согласными звука и в соответствии ударному е: в[и́]тер (ветер), д[и́]н’ (день), солов[и́]й (соловей) и т. д.
2. Случаи произношения гласных в первом предударном слоге после мягких согласных перед мягкими, при котором в соответствии ударным гласным е, ê, а произносятся и, и, а: н[и]си́, к р[и]ке́, пр’[а]ди́ и т. д. Такое произношение распространено также в южных говорах Владимирско-Поволжской группы.
3. Совпадение гласных а, о, у в гласном ъ во втором предударном и закрытом заударном слогах после твёрдых согласных: г[ъ]рода́ (города), д[ъ]л’око́ (далеко), м[ъ]жики́ (мужики), р[ъ]кава́ (рукава), к[ъ]лаки́ (кулаки), го́р[ъ]д (город), о́к[ъ]н’ (окунь), го́л[ъ]б’ (голубь), за́м[ъ]ж (замуж) и т. п. Подобное явление с редукцией гласного у и совпадением его с ъ в заударных слогах, и реже во втором предударном слоге отмечается в Псковской группе говоров.
4. Распространение произношения отдельных слов с рядом особенностей: по́[вн’]у (помню), [вн]о́го (много) (произношение вн в соответствии мн также известно в белозерско-бежецких говорах); [у]ржано́й, [у]л’н’ано́й (с гласным у перед начальным сонорным); четве́[ре]г (четверг) и др.
5. Окончание -е в форме родительного пад. ед. числа существительных жен. рода с окончанием -а и твёрдой основой: у жен[е́] (у жены) и т. п. Черта южнорусского наречия, распространённая также в южных говорах Владимирско-Поволжской группы.
6. Наличие словоформы в родительном пад. мн. числа сват’бе́й (свадеб).
7. Распространение форм творительного пад. ед. числа с безударным окончанием -уй от существительных жен. рода с окончанием -а и твёрдой основой: па́лк[у]й и т. п. Данное явление также известно в восточных среднерусских акающих говорах отдела Б.
8. Наличие окончания -аф в форме предложного пад. мн. числа: в дома́ф (в домах), на лошад’а́ф (на лошадях), на нога́ф (на ногах) и т. п. Данное явление также известно в восточных среднерусских акающих говорах отдела Б и в Белозерско-Бежецких говорах.
9. Употребление формы в винительном пад. ед. числа местоимения жен. рода 3-го лица йейе́.
10. Наличие словоформы в винительном пад. жен. рода местоимения та: туйе́ (ту).
11. Распространение слов: узгоро́да, узгоро́дка (определённые виды изгороди); подклêт, подклêть (постройка для мелкого скота), мя́чет (мяукает) и др.
12. Отсутствие на территории тверских говоров таких диалектных явлений, характерных для Владимирско-Поволжской группы, как произношение сочетания мн в соответствии вн в отдельных словах: да[мн]о́ (давно), ра[мн]о́ (равно), дере́[мн’]а (деревня) и т. п.
13. Отсутствие на территории тверских говоров характерного для Владимирско-Поволжской группы распространения названий ягод, образованных с суффиксом -иг-: земл’ани́га, брусни́га, черни́га и т. п. Вместо них употребляются названия ягод с суффиксами -иц- наряду с -ик- (как и в литературном языке): земл’ани́ца, земл’ани́ка и т. п.[9]
14. Наличие таких глагольных парадигм, как парадигма настоящего времени глагола сы́пать:

|        | Единственное число | Множественное число |
| ------ | ------------------ | ------------------- |
| 1 лицо | сы́пайу             | сы́пайем             |
| 2 лицо | сы́пайеш            | сы́пайете            |
| 3 лицо | сы́пайет            | сы́пайут             |

Особенностью тверских говоров в пределах восточных среднеруских окающих говоров помимо перечисленных диалектных черт является отсутствие или нерегулярное распространение в них черт, характерных для говоров центральной территории I типа: распространение долгих мягких шипящих ш’ш’, ж’ж’ : [ш’ш']у́ка, во[ж’ж']и́ и т. п.; наличие твёрдой возвратной частицы -с, -са в глаголах: умо́йу[с], умы́л[са], умо́йеш[са] и т. п.; чередование задненёбных согласных с шипящими в парадигме наст. времени глаголов с основой на задненёбный согласный: п’о[к]у́, пе[ч']о́ш, п’о[к]у́т; мо[г]у́, мо́[ж]еш, мо́[г]ут и т. п. Вместо них распространены: наличие долгих твёрдых шипящих шш, жж или разных звуковых комплексов в соответствии долгим мягким шипящим ш’ш’, ж’ж’; мягкость согласных в возвратных частицах глаголов: умо́йу[с'], умо́й[с’а]; парадигмы глаголов с разного типа обобщением задненёбных согласных в основе.
Также к особенностям тверских говоров относят распространение диалектных черт западной части территории Владимирско-Поволжской группы, характерных для юго-восточной диалектной зоны:
произношение слова гриб как г[ры]б с твёрдым согласным звуком р; формы именительного пад. мн. числа кратких предикативных прилагательных, образованных от мягкой основы: сы́ти, ра́ди и т. п.; распространение слов крест — кресте́ц (малая укладка снопов). Помимо этого в говорах Тверской подгруппы известны местные диалектные черты западных говоров: произношение т’, д’ в соответствии мягким к’, г’; произношение твёрдого н в положении перед ш в формах сравнительной степени: ме́[н]ше, ра́[н]ше и т. д.